# Ratzenwinkl

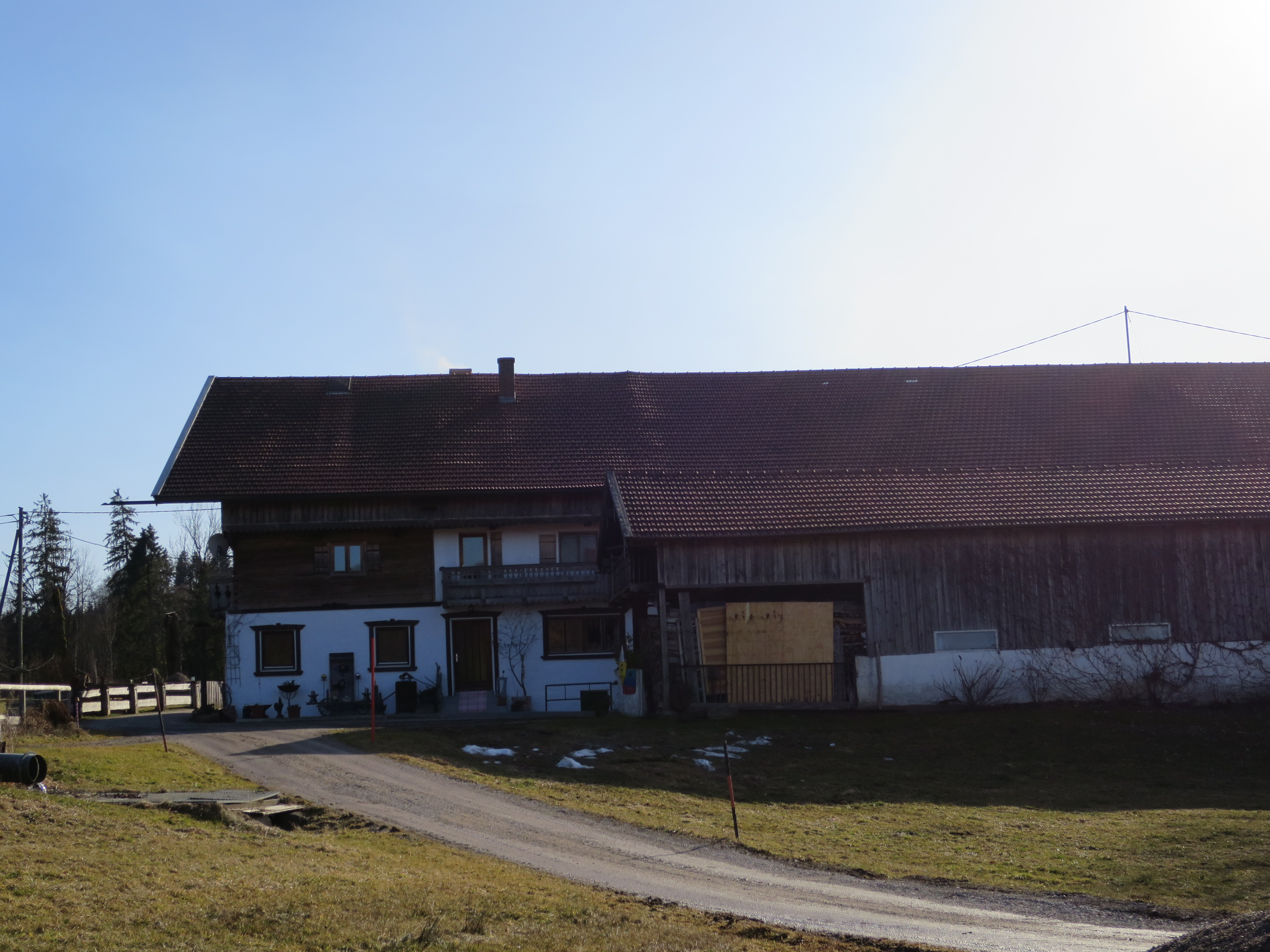
Denkmalgeschütztes Bauernhaus

Ratzenwinkl ist ein Ortsteil von Bad Tölz im oberbayerischen Landkreis Bad Tölz-Wolfratshausen. 

## Lage
Der Weiler liegt als Streusiedlung direkt nördlich von Bad Tölz und ist über einen Abzweig von der Staatsstraße 2072 zu erreichen.

## Eingemeindung
Vor der Gemeindegebietsreform war Ratzenwinkl ein Ortsteil der Gemeinde Kirchbichl und wurde nach deren Auflösung am 1. Mai 1978 nach Bad Tölz eingegliedert.

## Baudenkmäler
- Bauernhaus, 2. Hälfte 17. Jahrhundert